# Miguel Àngel Lagunas Hernández
Miguel Ángel Lagunas Hernández (Madrid, 1951) és un enginyer espanyol. El 1973 es llicencià en enginyeria de Telecomunicació per la Universitat Politècnica de Madrid i el 1976 es doctorà a la Universitat Politècnica de Catalunya. El 1981-1982 va fer un postdoctorat Fulbright a la Universitat de Colorado.
La seva activitat científica se centra en el processament de senyal en comunicacions, arrays (multiantenes) i sistemes de processament per diversitat espacial en radiocomunicacions i radar. Ha participat en més de 18 projectes europeus de l'Agència Espacial Europea.
Des de 1983 és catedràtic del Departament de Teoria del Senyal, i Comunicacions de la Universitat Politècnica de Catalunya, d'on ha estat també vicerector d'investigació (1986-1989). Durant els darrers anys de govern de Felipe González fou gestor del Programa Nacional de Tecnologias de la Información y las Comunicaciones (1993-1994) i vicesecretari general de coordinació dels Programas Nacionales de I+D CICYT (1994-1996). El 2001 fou nomenat director del Centre Tecnològic de Telecomunicacions de Catalunya (CTTC).
És membre de la Reial Acadèmia d'Enginyeria d'Espanya (1999), de l'Acadèmia de Ciències i Arts de Barcelona, i des de 1996 és Fellow member de l'Institute of Electrical and Electronics Engineers (IEEE). El 1992 va rebre la Medalla Narcís Monturiol al mèrit científic de la Generalitat de Catalunya i el 2004 el premi de la Fundació Catalana per a la Recerca i la Innovació (FCRI).